# Пустоваловский сельсовет
Пустоваловский сельсовет — муниципальное образование со статусом сельского поселения в Ржаксинском районе Тамбовской области.
Административный центр — деревня Вишнёвка.

## История
В соответствии с Законом Тамбовской области от 17 сентября 2004 года № 232-З установлены границы муниципального образования и статус сельсовета как сельского поселения.

## Население
| 2010 | 2012 | 2013 | 2014 | 2015 | 2016 | 2017 |
| ---- | ---- | ---- | ---- | ---- | ---- | ---- |
| 739  | ↘717 | ↘690 | ↘681 | ↘652 | ↘638 | ↘617 |
| 2018 | 2019 | 2020 | 2021 |      |      |      |
| ↘595 | ↘557 | ↘522 | ↘480 |      |      |      |

## Состав сельского поселения
| № | Населённый пункт      | Тип населённого пункта          | Население |
| - | --------------------- | ------------------------------- | --------- |
| 1 | Афанасьевка           | деревня                         | ↘259      |
| 2 | Вишнёвка              | деревня, административный центр | ↘245      |
| 3 | Карла Маркса          | посёлок                         | 26        |
| 4 | Марьевка              | деревня                         | 1         |
| 5 | Пустоваловка          | село                            | ↘52       |
| 6 | Садовый               | посёлок                         | 19        |
| 7 | Синекустовские Отруба | деревня                         | ↗113      |
| 8 | Синие Кусты           | деревня                         | 23        |
| 9 | Толмачи               | посёлок                         | 1         |